# Erika Vikman
Erika Vikman (ur. 20 lutego 1993 w Tampere) – fińska piosenkarka, kompozytorka, autorka tekstów piosenek i aktorka. Reprezentantka Finlandii w 69. Konkursie Piosenki Eurowizji (2025).

## Życiorys

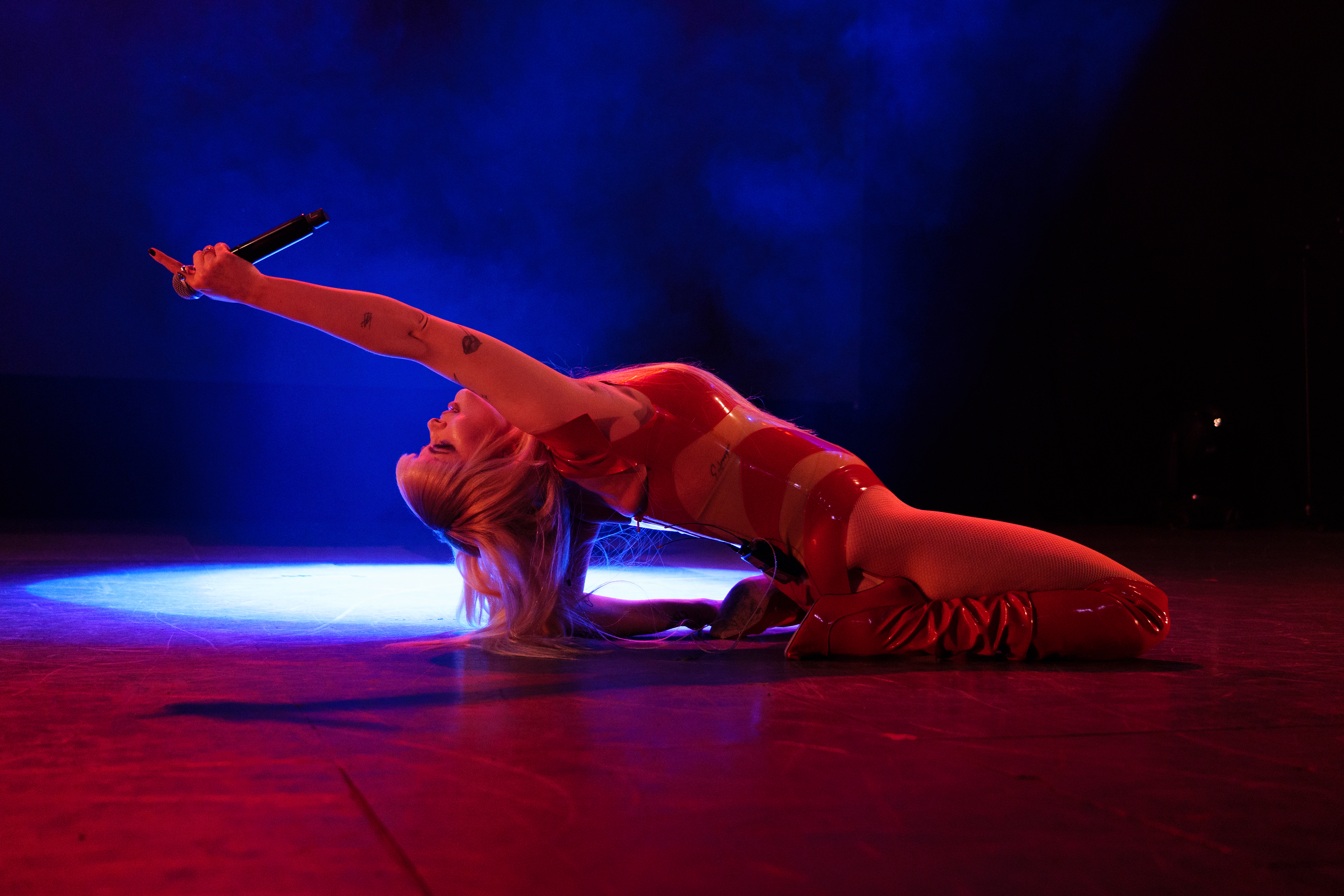
Erika podczas koncertu PrePartyES w Madrycie (2025)

W 2013 wzięła udział w siódmej edycji programu Idol. W 2015 i 2016 była finalistką festiwalu tanga Tangomarkkinat. Po zwycięstwie na festiwalu w 2016 podpisała kontrakt muzyczny z fińskim oddziałem wytwórni płytowej Sony Music, pod której szyldem wydała swój debiutancki singiel „Ettei mee elämä hukkaan”.
Po podpisaniu umowy z fińskim oddziałem wytwórni Warner Music Group wydała w 2020 singiel „Cicciolina”, z którym zajęła drugie miejsce w finale programu Uuden Musiikin Kilpailu 2020. Z piosenką dotarła do piątego miejsca na krajowej liście przebojów. Również w 2020 zajęła trzecie miejsce w finale pierwszej edycji programu Masked Singer Suomi i wydała singiel „Syntisten pöytä”, z którym zadebiutowała na trzecim miejscu listy przebojów. W sierpniu 2021 wydała swój debiutancki album studyjny, zatytułowany po prostu Erika Vikman, który dotarł do pierwszego miejsca na krajowej liście sprzedaży. W 2022 uczestniczyła w 13. edycji programu rozrywkowego Vain elämää w Nelonen. W 2024 nagrała w duecie z Kääriją singiel „Ruoska”, który zadebiutował na pierwszym miejscu krajowej listy przebojów. 
W 2025 z utworem „Ich komme” zwyciężyła w programie Uuden Musiikin Kilpailu i zajęła 11. miejsce w finale 69. Konkursu Piosenki Eurowizji w Bazylei.

## Dyskografia

### Albumy
| Rok  | Dane dot. albumu | Najwyższa pozycja na liście |
| Rok  | Dane dot. albumu | FIN                         |
| ---- | --- | --------------------------- |
| 2021 | Erika Vikman - Wydany: 20 sierpnia 2021 - Wytwórnia: Warner Music Finland, Mökkitie Records - Format: Digital download | 1                           |

### Single
| Rok                                                      | Tytuł                                     | Najwyższe pozycje na listach | Najwyższe pozycje na listach | Najwyższe pozycje na listach | Najwyższe pozycje na listach | Najwyższe pozycje na listach | Najwyższe pozycje na listach | Album        |
| Rok                                                      | Tytuł                                     | FIN                          | AUT                          | LTU                          | NOR                          | SWI                          | SWE                          | Album        |
| -------------------------------------------------------- | ----------------------------------------- | ---------------------------- | ---------------------------- | ---------------------------- | ---------------------------- | ---------------------------- | ---------------------------- | ------------ |
| 2015                                                     | „Etkö uskalla mua rakastaa”               | –                            | –                            | –                            | –                            | –                            | –                            | –            |
| 2017                                                     | „Ettei mee elämä hukkaan”                 | –                            | –                            | –                            | –                            | –                            | –                            | –            |
| 2017                                                     | „Säännöt”                                 | −                            | −                            | −                            | −                            | −                            | −                            | –            |
| 2017                                                     | „Jos osaisin sanoa ei”                    | –                            | –                            | –                            | –                            | –                            | –                            | –            |
| 2020                                                     | „Cicciolina”                              | 5                            | –                            | –                            | –                            | –                            | –                            | Erika Vikman |
| 2020                                                     | „Syntisten pöytä”                         | 3                            | –                            | –                            | –                            | –                            | –                            | Erika Vikman |
| 2021                                                     | „Häpeä”                                   | 15                           | −                            | −                            | −                            | −                            | −                            | Erika Vikman |
| 2021                                                     | „Tääl on niin kuuma” (oraz Arttu Wiskari) | 6                            | –                            | –                            | –                            | –                            | –                            | Erika Vikman |
| 2021                                                     | „Huonoja ideoita” (oraz Antti Tuisku)     | 12                           | –                            | –                            | –                            | –                            | –                            | –            |
| 2023                                                     | „Elizabeth Taylor”                        | –                            | –                            | –                            | –                            | –                            | –                            | –            |
| 2024                                                     | „Ruoska” (oraz Käärijä)                   | 1                            | −                            | −                            | −                            | −                            | −                            | –            |
| 2024                                                     | „Aivan sama” (oraz Janna i F)             | 42                           | –                            | –                            | –                            | –                            | –                            | –            |
| 2024                                                     | „Myynnissä”                               | 34                           | –                            | –                            | –                            | –                            | –                            | –            |
| 2025                                                     | „Ich komme”                               | 2                            | 48                           | 17                           | 72                           | 56                           | 38                           | –            |
| „–” oznacza, że singel nie był notowany na danej liście. |                                           |                              |                              |                              |                              |                              |                              |              |